# Маяк Рам-Айленд-Ледж
Маяк Рам-Айленд-Ледж (англ. Ram Island Ledge Light) — маяк, расположенный на скалах близ острова Рам неподалеку от гавани города Портленд, округ Камберленд, штат Мэн, США.. Построен в 1905 году. Автоматизирован в 1959 году.

## История
После обретения США независимости, Портленд стал важным торговым портом, оборот которого с каждым годом увеличивался. Путь в гавань города Портленд обеспечивал маяк Портленда, но его было недостаточно. Скалы около острова Рам в южной части залива Кескоу практически не видны из-под толщи воды даже во время штиля, потому представляют большую опасность для навигации. 24 февраля 1900 года пароход Калифорниан (англ. Califorinan), принадлежавший компании Allan Line, в этом месте сел на мель. В результате 28 июня 1902 года Конгресс США выделил 166 000 $ на строительство маяка. Работы начались 1 мая 1903 года. Их стоимость превысила ожидания, и Конгресс США выделил дополнительно 50 000 $ 3 марта 1903 года, а затем ещё 33 000 $ 28 апреля 1904 года. 10 апреля 1905 года на маяке установили линзу Френеля, и вскоре маяк был введен в эксплуатацию. Он представлял собой коническую башню из гранитных блоков высотой 22 метра.
Маяк был автоматизирован Береговой охраной США в 1959 году. С 2001 года он работает на солнечной энергии.
В 1973 году он был включен в Национальный реестр исторических мест.
В 2002 году маяк был восстановлен и снова введен в эксплуатацию. В настоящее время находится на территории городского парка.
В июле 2010 года был продан на аукционе за 190 000 $.